# ВАЗ-1111Э
ВАЗ-1111Э — российская экспериментальная мелкосерийная модель электромобиля, созданного на базе микролитражного автомобиля Ока.
Электромобиль был разработан в 1992 году, спустя два года на Опытно-промышленном производстве (ОПП) АвтоВАЗа была выпущена серия в 20 машин.

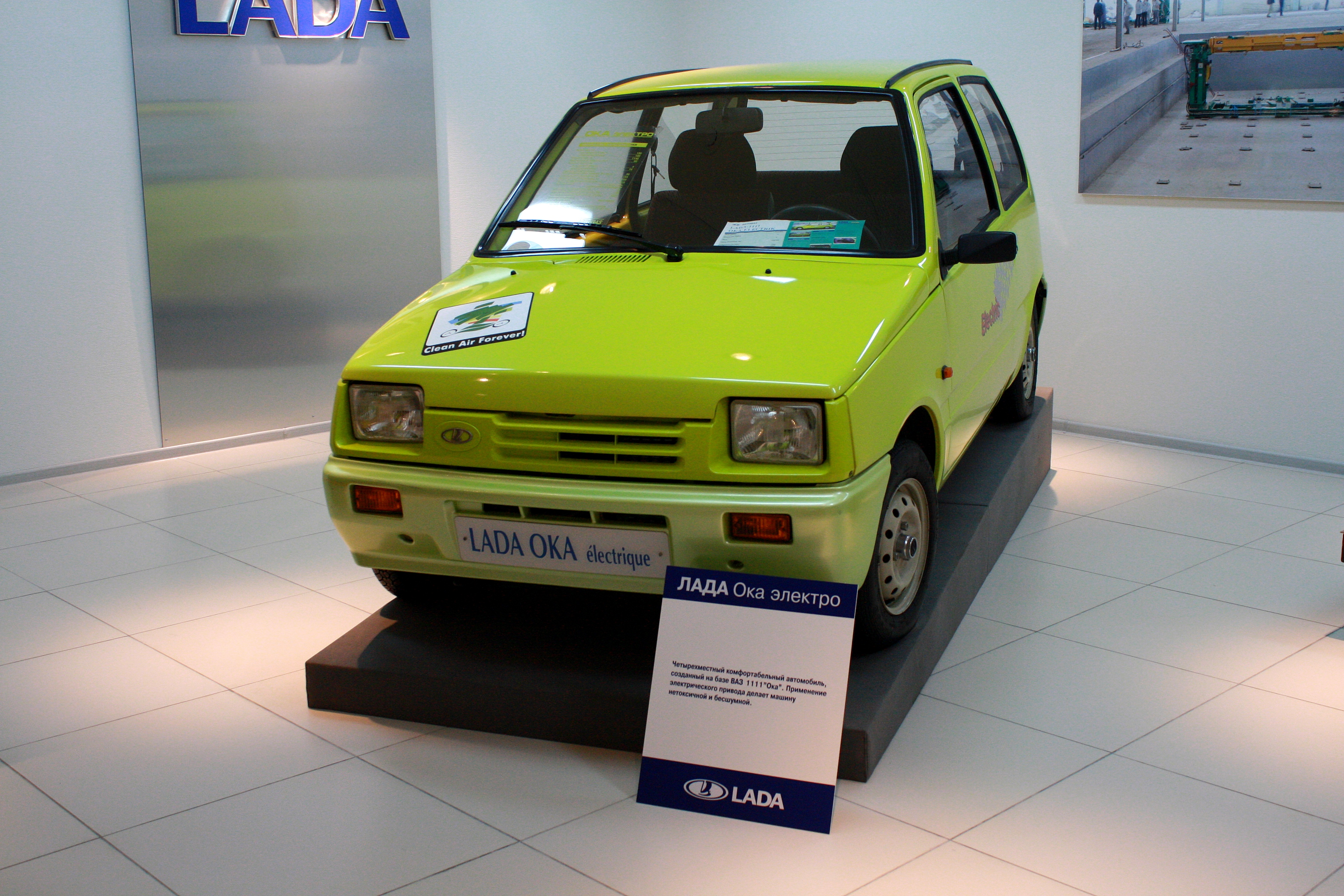

Источниками питания являлись никель-кадмиевые аккумуляторные батареи НКП-120, собранные в трёх отдельных блоках. Один блок находится под капотом, второй под задним сиденьем (взамен бензобака), а третий — в багажнике, куда также было перемещено запасное колесо. Для увеличения пробега напряжение было поднято до 132 вольт. Общий вес батарей составил 315 кг, поэтому в подвеске были установлены более мощные пружины.
Запас хода при скорости 40 км/ч составляет около 110 км, время зарядки 8 часов (от обычной бытовой розетки 220 В).
Высокая стоимость батарей, которая составила 70 % от стоимости всей машины, а также ряд недостатков, присущих именно электромобилям, не позволили поставить модель на конвейер.
«Ока-электро» неоднократно участвовала в международных соревнованиях — ралли электромобилей, где неоднократно занимала призовые места.

## Источник
- М. Кораблёв. «Электроока» — «дитя»    борьбы за экологию. «Автобизнес» (№5 (101), 1998). Дата обращения: 21 марта 2015. Архивировано из оригинала 2 апреля 2015 года.